# Микулинецькі буки
Микулинецькі буки — вікові дерева, ботанічна пам'ятка природи місцевого значення в Україні.

## Розташування
Зростають поблизу ділянки автошляху між смт Микулинцями та смт Дружбою Тернопільського району Тернопільської області у кварталі 4, виділі 11 Микулинецького лісництва державного підприємства «Тернопільське лісове господарство» в межах лісового урочища «Криївка».

## Пам'ятка
Буки оголошені об'єктом природно-заповідного фонду рішенням Тернопільської обласної ради від 18 березня 1994. Перебувають у віданні Тернопільського обласного управління лісового господарства.

## Характеристика
Площа — 0,1 га.
Під охороною — 5 дерев бука лісового віком понад 100 р. та середнім діаметром 68 см, що мають наукову, пізнавальну та господарську цінність.

## Світлини

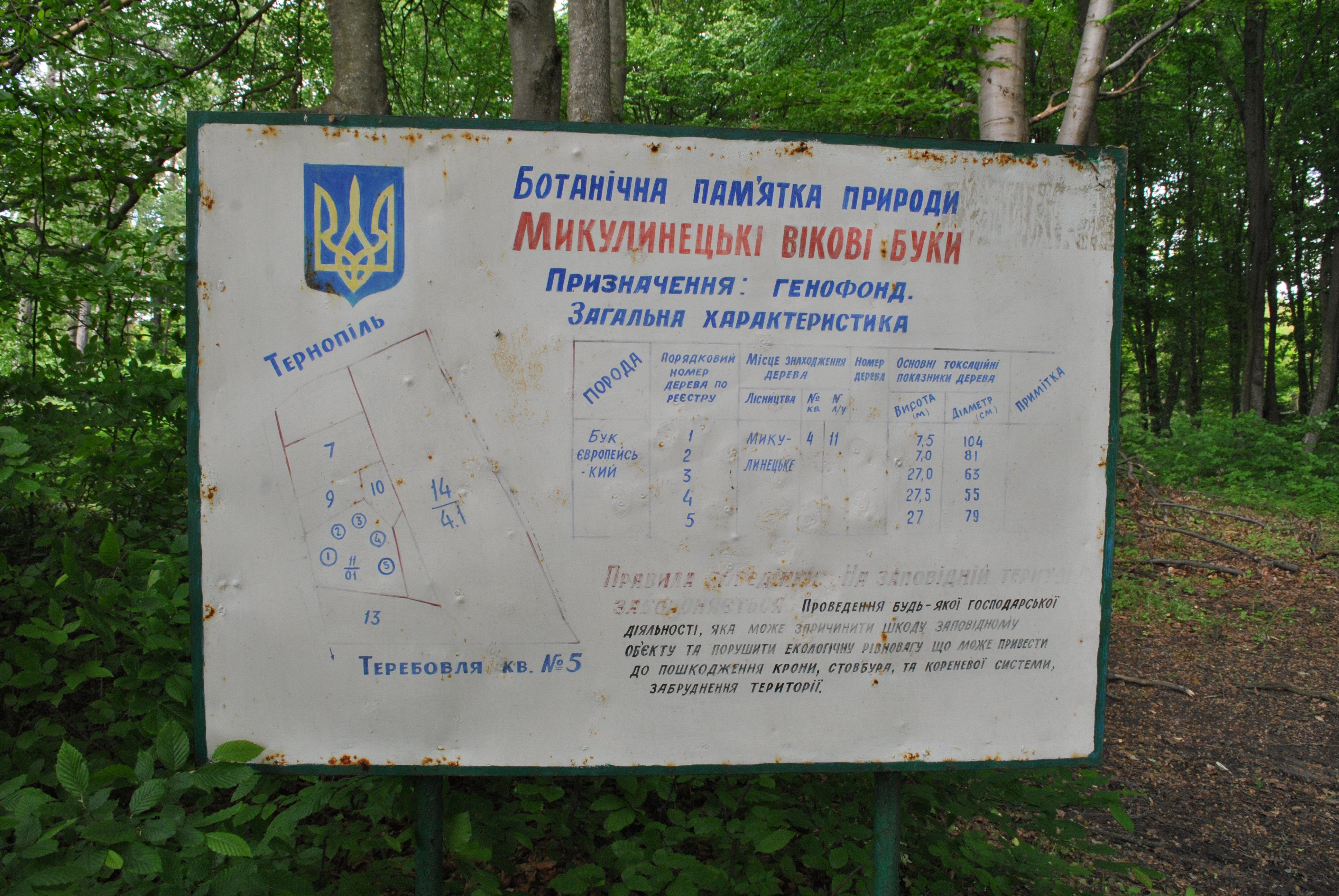
Охоронно-інформаційна таблиця
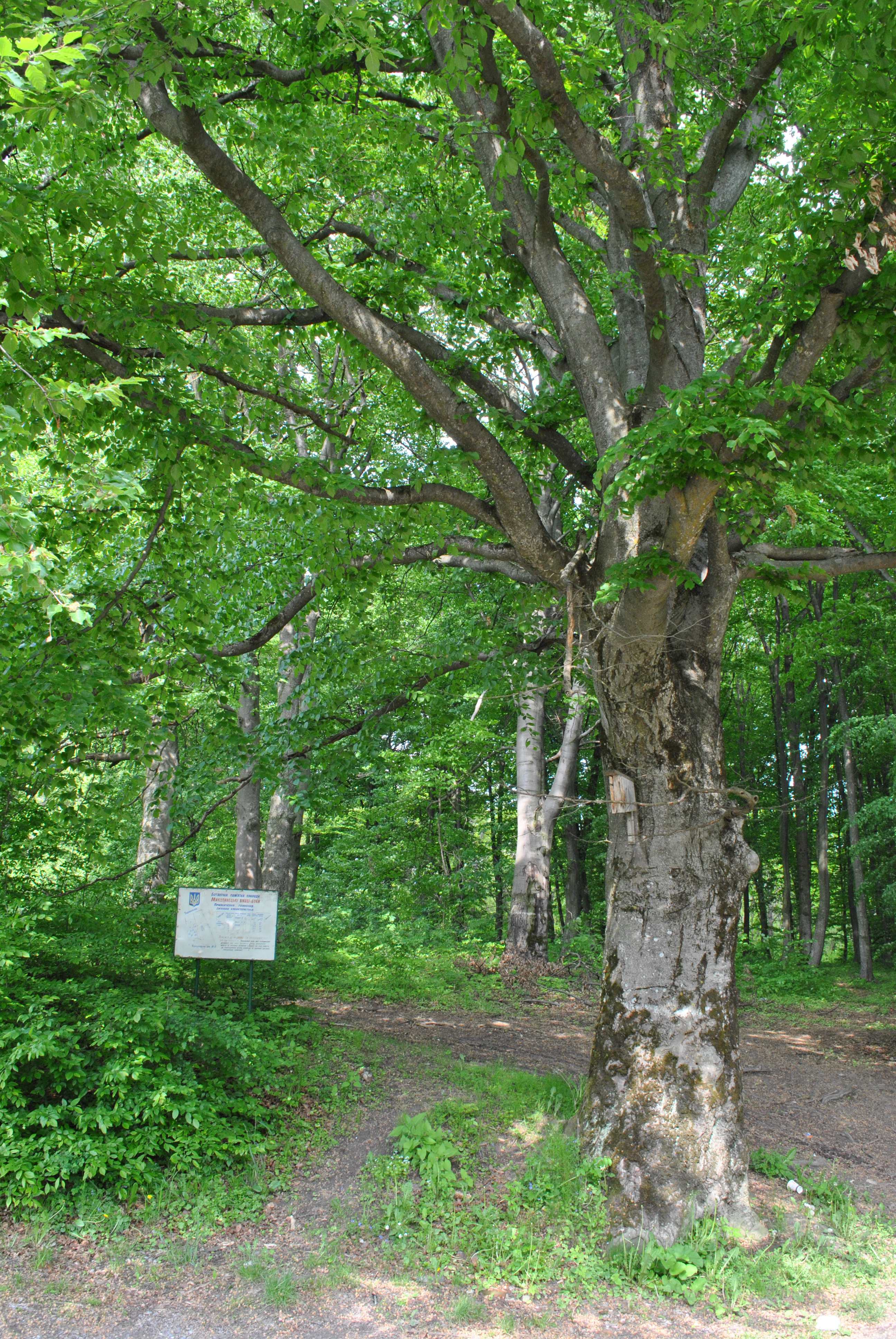
Буки зблизька
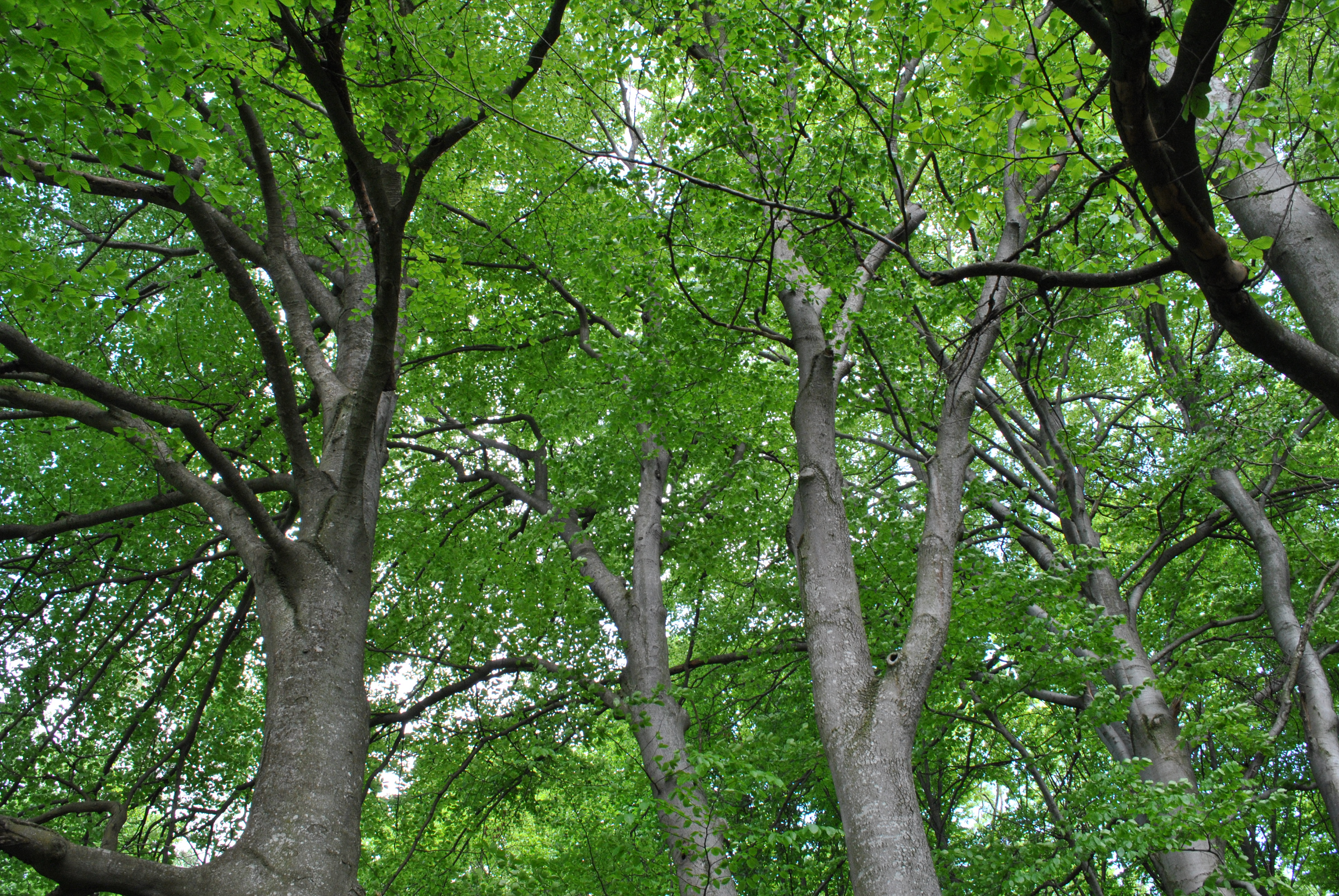
Крона буків
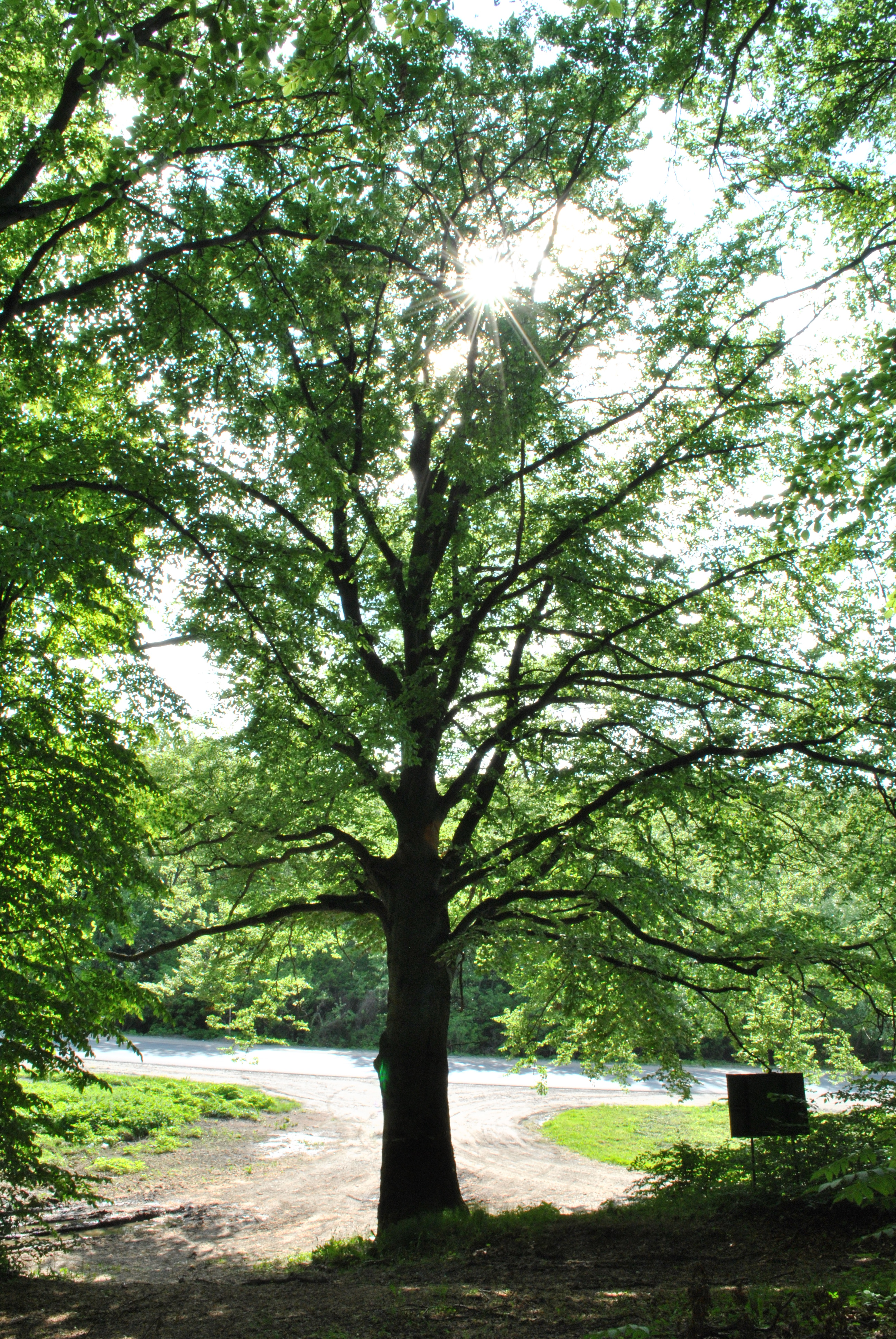
Бук № 1
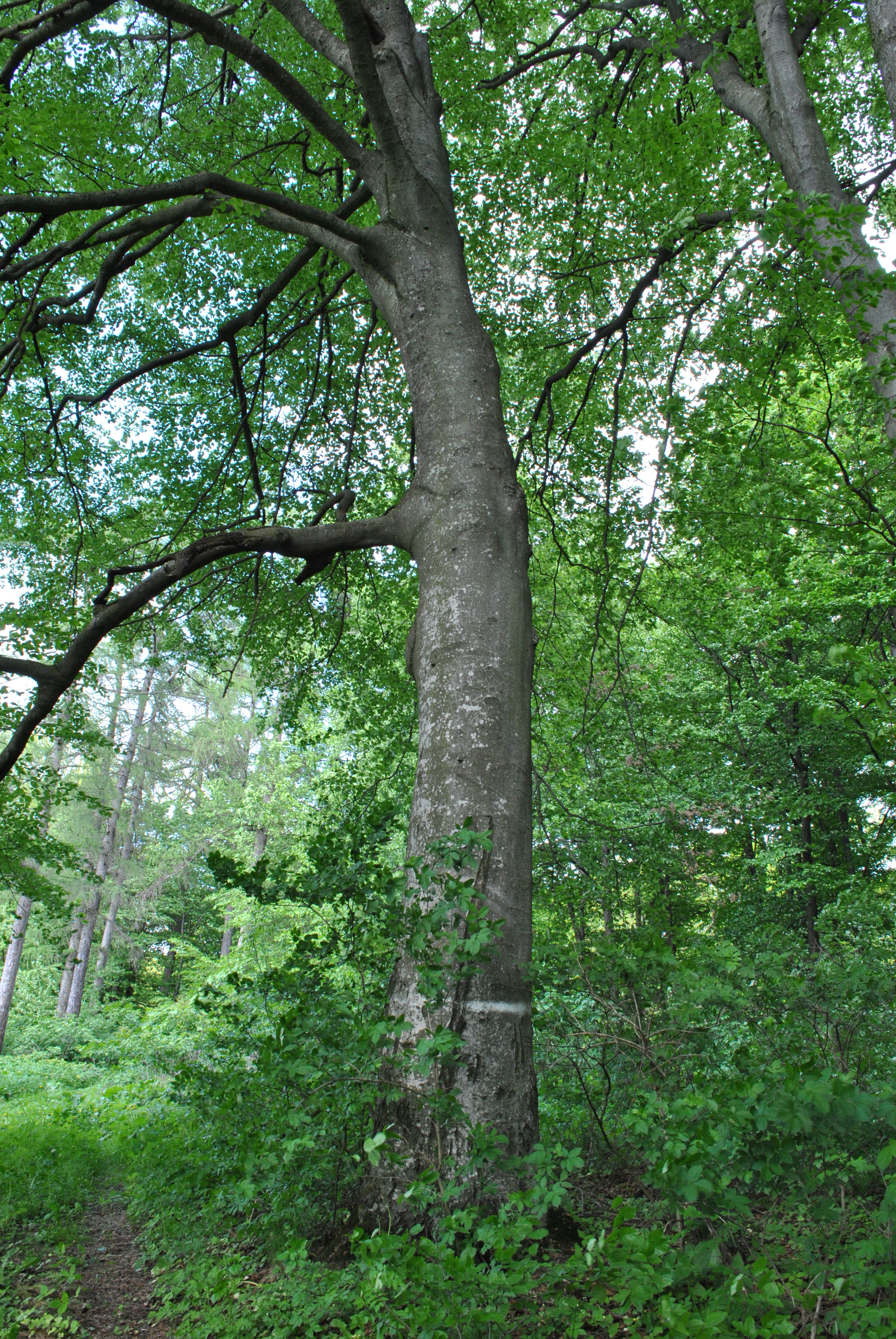
Бук № 2
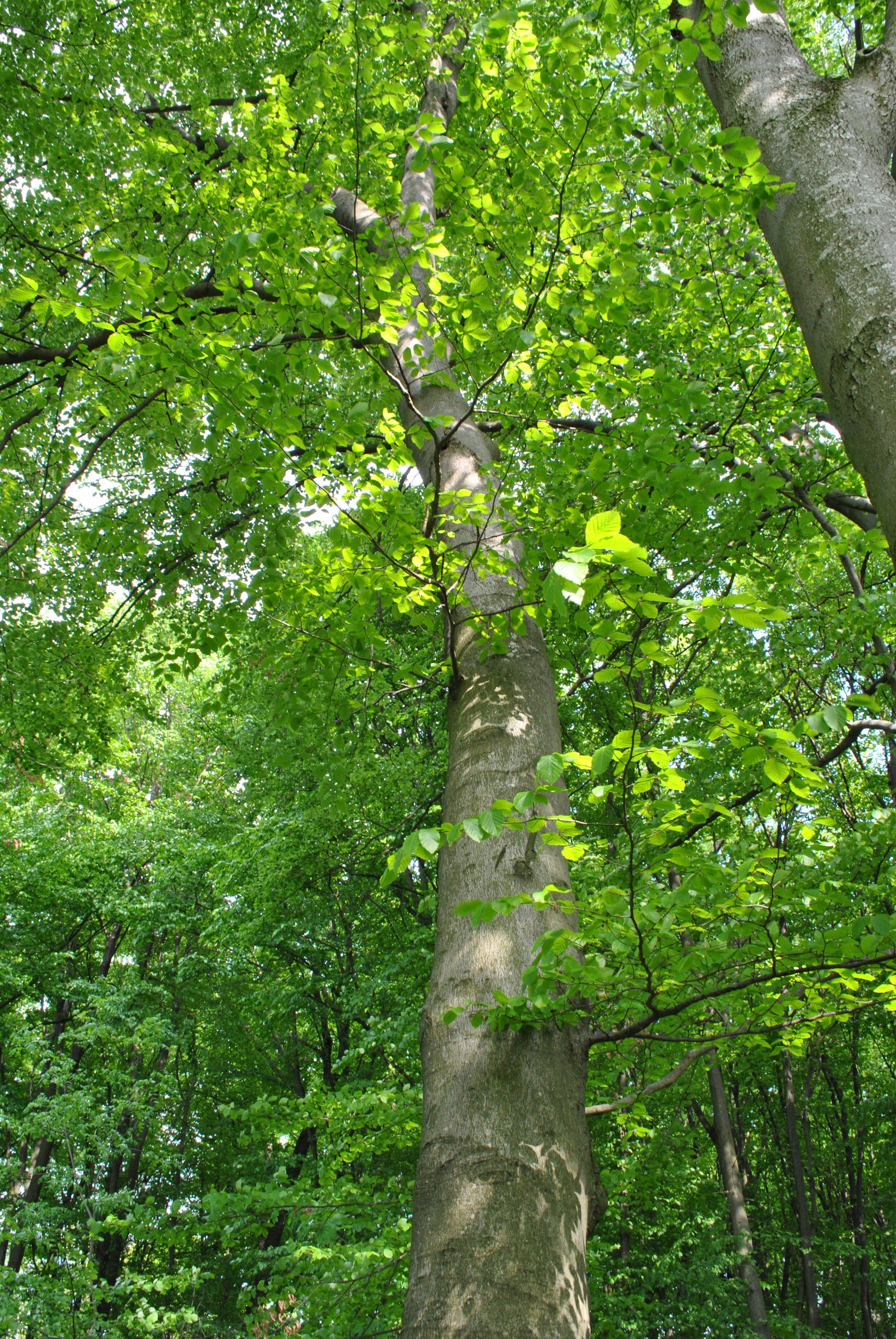
Бук № 3
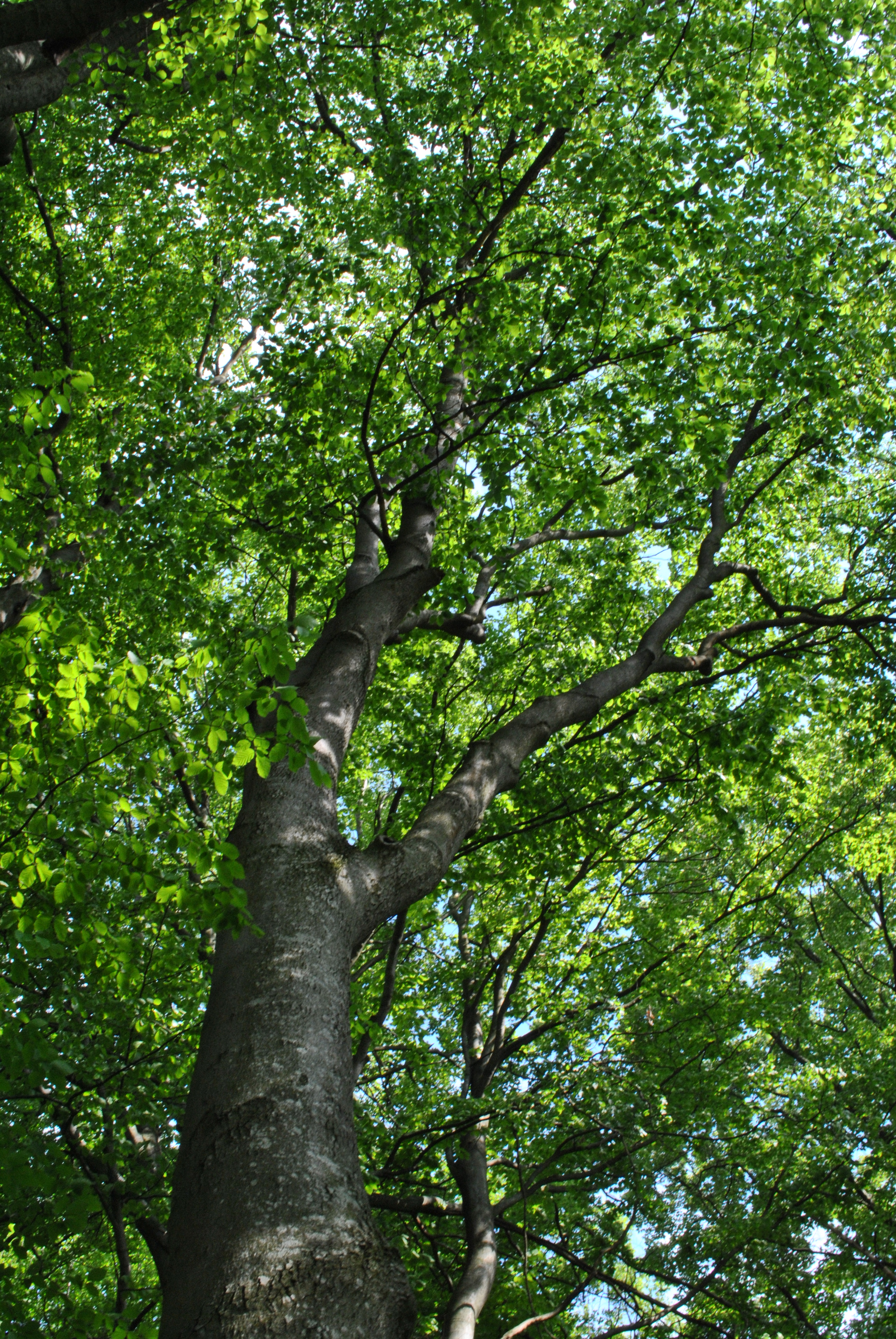
Крона бука № 4
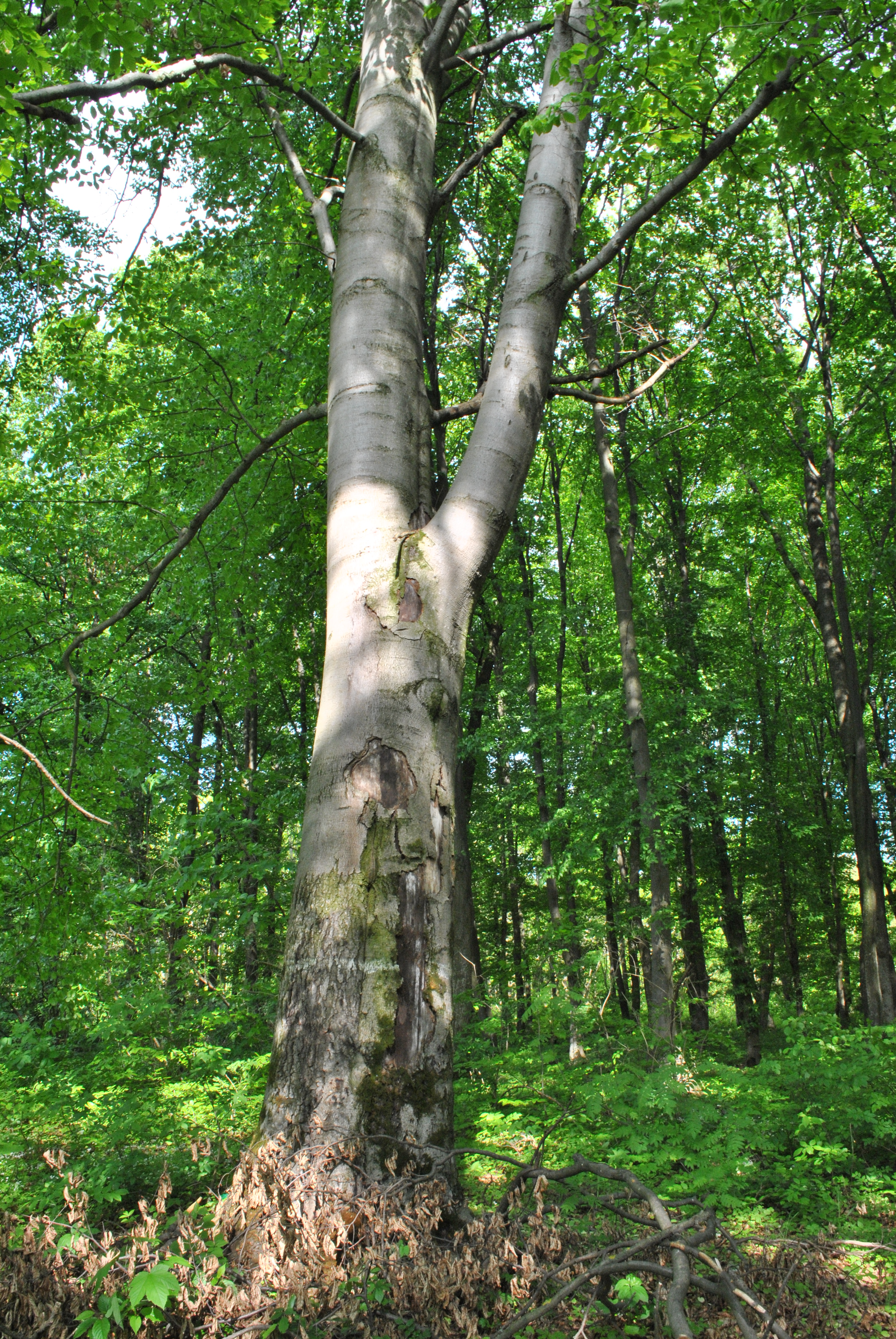
Бук № 5